# 收容遣送制度
收容遣送制度是中华人民共和国在1961年至2003年间实施的制度，其并非依据法律条例，而是依据中華人民共和國國務院相关法规的一种强制行政措施，由民政机关、公安机关实行限制人身自由、收容遣返等措施。2003年原有收容遣送站一律改稱救助站，冠以市名或縣名前綴。

## 历史
收容遣送制的建立可追溯到1949年北平市成立专门管理乞丐的机构，各大中城市相继设立收容站 (所), 对散兵游勇、灾民难民等作收容遣送。当时在交通枢纽等地还设有京沪地区回籍人员过境转送站等临时机构 。1953年4月政务院首次发出《关于劝止农民盲目流入城市的指示》，其后几乎每年都有类似的指令。
而严格控制人口流动的政策是在1960年代初逐渐严密起来，1961年1月25日颁布《城市收容遣送站工作方案》，设立收容遣送站等三类城市收容遣送组织。
1961年11月11日，中央批转了公安部颁发的《关于制止人口自由流动的报告》，决定由民政部门主要负责将那些没有开介绍信的流入城市的人口收容起来遣送回原籍。其被视为收容遣送制度的正式开始，目的在于制止人口自由流动，维护户籍制度。
1982年国务院发布《城市流浪乞讨人员收容遣送办法》的主要目的是为了救济、教育和安置城市中的流浪者，最初是用来对涌入城市的无业人员和灾民进行收容救济的带有社会福利性质的措施，是一种社会救助和维护城市形象的行为。
1990年代初，国务院《关于收容遣送工作改革问题的意见》的出台，收容对象被扩大到“三无人员”（无合法证件、无固定住所、无稳定收入），即无身份证、暂住证和务工证的流动人员。要求居住3天以上的非本地户口公民办理暂住证，否则视为非法居留，须被收容遣送。全国各地在依照《遣送办法》和国务院（1991）48号文件制定
本地具体实施细则时，将“三无”理解为只要有其中“一无”便可成为遣送对象，而重点又在无合法证件上。合法证件一开始限于身份证，后来成光有身份证还不行，还要有暂住证、务工证，三证缺一不可。孙志刚案的直接责任人、广州市天河区黄村街派出所民警李耀辉之所以在法庭上抗辩，称孙志刚虽有身份证(由同事送到派出所)，但没有暂住证、务工证，因此李耀辉认为自己的职务行为并无不妥。在2002年4月7日广州市一份《关于贯彻落实<广东省收容遣送管理规定>的会议纪要》文件中，明确规定“对虽有身份证，但无广州市暂住证，且无正当生活来源的，应当收容遣送。对此，执行时要严格把关。“同年6月，广州《新快报》以《不办暂住手续一律遣送原籍》为题发表了该市一位领导的讲话，称“外来暂住人员没有正当理由，不按省人大规定申请办理暂住手续，甚至拒绝办理IC卡暂住证或临时登记证的，一律视作不具备在广州市就业所需的合法证件予以收容，遣送回原籍”。
2003年3月发生孙志刚案，许多媒体详细报道了此一事件，并曝光了许多同一性质的案件，在社会上掀起了对收容遣送制度的大讨论，引发了对收容遣送制度的反思和抨击，并发展为违宪审查机制的讨论。先后有8名学者上书全国人大，要求就此对收容遣送制度进行违宪审查。
2003年6月20日，中华人民共和国国务院总理温家宝签署国务院令，公布《城市生活无着的流浪乞讨人员救助管理办法》，2003年8月1日起生效。2003年8月1日起，《城市流浪乞讨人员收容遣送办法》被废止，随后一些城市的收容遣送相关条例和制度也陆续废止。
2006年5月8日，医学专家钟南山院士在广州街头被抢后，他提议收容游民、重罚罪犯，一时引发强烈的讨论。南京林业大学教授许向阳赞同钟南山的观点，但曾参与向全国人大建议废止收容制度的许志永博士称恢复收容荒谬。司法部预防犯罪研究所研究员吴宗宪教授也认为，重典只能解一时“对正义的饥渴”，而无助于社会的长治久安。同时在网上治乱观点针锋相对，各大网站引发热烈讨论，过半网民主张用重典整治街头犯罪。但也有网友对是否恢复收容制度表示了质疑，认为不能把无业游民与犯罪分子划等号，恢复收容制度的主张是一种历史的退步，而且一味重罚并不治本；政府应该加大对社会弱势群体的关注，帮助他们、引导他们走向正途。

## 评论
《中华人民共和国立法法》第8条和第9条之规定，对公民限制人身自由的强制措施和处罚，只能通过制定法律来规定，并且全国人大及其常委会不得授权国务院就这类限制公民人身自由的强制措施和处罚在没有正式法律的情况下先行制定行政法规。另《公民权利和政治权利国际公约》第9条规定：“除非依照法律所规定的根据和程序，任何人不得被剥夺自由。”根据联合国有关机构的解释，这里的“法律”，是指立法机关制定的法律；这里的“程序”，是指经过合格的法庭审理。《公约》第12条还规定：“在一国领土内合法居留之人，在该国领土内有迁徙往来之自由及择居之自由。”
《遣送办法》授予了行政机关这样一项权力:行政机关可以在行为人没有触犯任何法律法规的情况下，不经过司法审判程序便可剥夺其人身自由权利。收容遣送制度以“有罪推定”的方式侵犯了公民的人身自由、迁徙自由、行动自由和择业的自由，违反了上述的法律条文，引来各方质疑。